# Succinimid
Succinimid ist eine chemische Verbindung aus der Gruppe der Carbonsäureimide und das Imid der Bernsteinsäure.

## Geschichte
Succinimid wurde 1835 von Felix d’Arcet entdeckt. Der Name leitet sich von der Bezeichnung „Succinylsäure“ für Bernsteinsäure ab.

## Gewinnung und Darstellung
Succinimid entsteht beim Einleiten von Ammoniakgas in Bernsteinsäureanhydrid. Alternativ ist die direkte Reaktion von Bernsteinsäure mit konzentriertem Ammoniak zu Ammoniumsuccinat möglich, welches durch Erhitzung zu Succinimid umgesetzt wird. 

## Eigenschaften
Succinimid kristallisiert in farblosen rhombischen Tafeln, welche an der Luft Kristallwasser verlieren. Es ist leicht löslich in Wasser und Ethanol, jedoch nur wenig in Ether. Beim Erhitzen über 287 °C beginnt es sich zu zersetzen. Der Flammpunkt liegt bei 201 °C. Es reagiert als sehr schwache Säure, was durch die Mesomerie der Gruppe CO–NH–CO hervorgerufen wird.
Mit Iod, Brom und Chlor reagiert es leicht zu N-Iodsuccinimid, N-Bromsuccinimid bzw. N-Chlorsuccinimid. Eine weitere abgeleitete Verbindung ist N-Hydroxysuccinimid.

## Verwendung
Succinimid wird bei einer Reihe von organischen Synthesen als Ausgangsstoff und bei industriellen Silberbeschichtungsprozessen eingesetzt.
Die Grundstruktur von Succinimid ist Bestandteil einiger chemischer Verbindungen, die unter anderem als Arzneistoffe (zum Beispiel die Antiepileptika Ethosuximid, Phensuximid und Mesuximid) eingesetzt werden. Succinimide werden auch zur Bildung von kovalenten Bindungen zwischen Proteinen oder Peptiden und Kunststoffen verwendet.
Der Kunststoff Polysuccinimid besitzt in seiner Wiederholeinheit dieselbe Struktur wie Succinimid, wird allerdings nicht aus letzterem hergestellt.